# توم هينينغ أوفريبو
توم هينينغ أفريبو (بالنرويجية: Tom Henning Øvrebø‏)، من مواليد 26 يونيو 1966 حكم كرة قدم نرويجي دولي.
ذاعت شهرته في العالم بعد لقاء تشلسي وبرشلونه في نصف نهائي ابطال أوروبا 2009 المثير للجدل

## وصلات خارجية
- توم هينينغ أوفريبو على موقع IMDb (الإنجليزية)
- توم هينينغ أوفريبو على موقع Soccerway.com (الإنجليزية)